# What a Life
Pour plus de détails, voir Fiche technique et Distribution.
What a Life est un film américain réalisé par Theodore Reed, sorti en 1939.

## Synopsis
Un étudiant, Henry Aldrich, est accusé à tort d'être le responsable des problèmes que connait son école et il va tout faire prouver son innocence.

## Fiche technique
- Titre français : What a Life
- Réalisation : Theodore Reed
- Scénario : Charles Brackett et Billy Wilder d'après la pièce de Clifford Goldsmith
- Photographie : Victor Milner
- Montage : William Shea
- Musique : John Leipold
- Production : Theodore Reed
- Société de production : Paramount Pictures
- Pays d'origine : États-Unis
- Format : Noir et blanc - 1,37:1 - Mono
- Genre : comédie dramatique
- Date de sortie : 1939

## Distribution
- Jackie Cooper : Henry Aldrich
- Betty Field : Barbara Pearson
- John Howard : M. Nelson
- Janice Logan : Mlle Shea
- Vaughan Glaser : J. C. Bradley
- Lionel Stander : Ferguson
- Hedda Hopper : Mme Aldrich
- James Corner : George Bigelow
- Dorothy Stickney : Mlle Wheeler
- Kathleen Lockhart : Mlle Pike
- Lucien Littlefield : M. Patterson
- Andrew Tombes : Professeur Abernathy
- Janet Waldo : Gwen
- Nora Cecil : Mlle Eggleston
- Marge Champion : Étudiante (non créditée)